# Étouvy
Étouvy település Franciaországban, Calvados megyében. Lakosainak száma 285 fő (2018. január 1.). Étouvy Campagnolles, Coulonces, La Graverie és Sainte-Marie-Laumont községekkel határos.

## Népesség
A település népessége az elmúlt években az alábbi módon változott:
| Lakosok száma | 122  | 136  | 198  | 227  | 279  | 306  | 305  | 301  | 287  | 285  |
|               | 1962 | 1968 | 1982 | 1990 | 1999 | 2008 | 2011 | 2013 | 2017 | 2018 |